# Gli sterminatori della prateria
Gli sterminatori della prateria (The Black Dakotas) è un film del 1954 diretto da Ray Nazarro.
È un film western statunitense ambientato nel territorio del Dakota nel 1864 con Gary Merrill, Wanda Hendrix e John Bromfield.

## Produzione
Il film, diretto da Ray Nazarro su una sceneggiatura di Ray Buffum e DeVallon Scott e un soggetto dello stesso Buffum, fu prodotto da Wallace MacDonald per la Columbia Pictures Corporation e girato nell'area di Burro Flats nelle Simi Hills, nell'Iverson Ranch a Chatsworth,  nel ranch di Corriganville a Simi Valley e nel Bronson Canyon, Los Angeles, California, dal 16 al 27 marzo 1954.

## Distribuzione
Il film fu distribuito con il titolo The Black Dakotas negli Stati Uniti dal 2 settembre 1954 al cinema dalla Columbia Pictures.
Altre distribuzioni:
- in Finlandia il 22 aprile 1955 (Mustat ratsastajat)
- in Italia (Gli sterminatori della prateria)
- in Grecia (Orgismenoi theoi)
- in Brasile (Rebelião em Dakota)

## Promozione
Le tagline sono:
- THE GREAT CRISIS OF THE NORTHWEST!
- SEETHING WITH SAVAGERY!
- When the Mighty Sioux Nation Beat the DRUMS OF WAR!!!...and the black hills of Dakota roared with the thunder of battle!
- DEADLY SIOUX VS DESPERATE SETTLERS IN THE BLACK DAKOTA HILLS!
- ...and behind the black hills THE MIGHTY SIOUX NATION PREPARED FOR WAR!